# Evisceration Plague
Evisceration Plague – jedenasty album amerykańskiej grupy deathmetalowej Cannibal Corpse. Jego wydawcą jest Metal Blade Records. Płyta została nagrana w Mana Recording Studios w St. Petersburgu na Florydzie w październiku 2008 roku. Całość została zmasterowana w West West Side Music. W ramach promocji do utworu pt. „Evisceration Plague” został zrealizowany teledysk w reżyserii Dalea Resteghiniego. W pierwszym tygodniu od dnia premiery w Stanach Zjednoczonych płyta sprzedała się w nakładzie 9 600 egzemplarzy. 

## Lista utworów
Opracowano na podstawie materiału źródłowego.
| Nr  | Tytuł utworu               | Słowa             | Muzyka                         | Długość |
| --- | -------------------------- | ----------------- | ------------------------------ | ------- |
| 1.  | „Priests Of Sodom”         | Alex Webster      | Alex Webster                   | 3:32    |
| 2.  | „Scalding Hail”            | Alex Webster      | Rob Barrett, Alex Webster      | 1:47    |
| 3.  | „To Decompose”             | Paul Mazurkiewicz | Paul Mazurkiewicz, Pat O’Brien | 3:04    |
| 4.  | „A Cauldron Of Hate”       | Alex Webster      | Alex Webster                   | 4:59    |
| 5.  | „Beheading And Burning”    | Alex Webster      | Alex Webster                   | 2:16    |
| 6.  | „Evidence In The Furnace”  | Alex Webster      | Alex Webster                   | 2:48    |
| 7.  | „Carnivorous Swarm”        | Paul Mazurkiewicz | Paul Mazurkiewicz, Pat O’Brien | 3:36    |
| 8.  | „Evisceration Plague”      | Alex Webster      | Alex Webster                   | 4:31    |
| 9.  | „Shatter Their Bones”      | Rob Barrett       | Rob Barrett                    | 3:35    |
| 10. | „Carrion Sculpted Entity”  | Paul Mazurkiewicz | Paul Mazurkiewicz              | 2:33    |
| 11. | „Unnatural”                | Alex Webster      | Alex Webster                   | 2:23    |
| 12. | „Skewered From Ear To Eye” | Alex Webster      | Alex Webster                   | 3:49    |
|     |                            |                   |                                | 38:53   |

## Twórcy
Opracowano na podstawie materiału źródłowego.

- George "Corpsegrinder" Fisher – wokal
- Pat O’Brien – gitara prowadząca, gitara rytmiczna
- Rob Barrett – gitara prowadząca, gitara rytmiczna
- Alex Webster – gitara basowa
- Paul Mazurkiewicz – perkusja
- Erik Rutan – inżynieria, produkcja, miksowanie, gościnnie gitara prowadząca (utwór "Unnatural")
- Brian Elliott – inżynieria
- Shawn Ohtani – inżynieria
- Alan Douches – mastering
- Mike McCracken – obsługa techniczna
- Alex Solca – zdjęcia
- Vincent Locke – oprawa graficzna
- Brian Ames – oprawa graficzna